# Прибутковий будинок С. Н. Мнацаканової
Прибутковий будинок С. Н. Мнацаканової (рос. Доходный дом С.Н. Мнацакановой) — будівля в Ростові-на-Дону, розташована на Пушкінській вулиці (будинок 65). Садиба була побудована в 1911-1915 рр. За довідковими даними про оцінку нерухомого майна, в 1911-1915 рр. будівлею володіла Серпуга Нікохосьяновна Мнацаканова. Згідно із фактами видання «Весь Ростов і Нахічевань-на-Дону на 1914 рік», там розміщувалася технічна контора Нессара. Сучасний будинок складається з торгових приміщень на першому поверсі і житлових на другому і третьому поверхах, значна частина яких належить Ростовському підприємцю Олександру Геннадійовичу Курінову. Будівля має статус об'єкта культурної спадщини регіонального значення (наказ ГУ «Обласна інспекція по охороні та експлуатації пам'яток історії та культури» від 29.12.2004 № 191 «Про затвердження списку виявлених об'єктів культурної спадщини»).

## Історія
Будинок на Пушкінській вулиці між проспектом Будьонівський і провулком Соборний був побудований в період 1911-1915 рр. за проектом архітекторів Е. Гуліна і С. Попилина в стилі модерн. С. Попилин був цивільним інженером, членом комісії з розробки будівлі Окружного суду, гласним міської думи у 1903-1913 роках, брав участь у телефонній та технічній комісіях міста. Через два роки після будівництва прибуткового будинку С. Н. Мнацаканової, у 1914 р., Семен Васильович Попилин на вулиці Пушкінська побудував схожий за архітектурним стилем Прибутковий будинок Бострикиных (нині будівля Ощадбанку Росії).
До жовтневого перевороту 1917 року прибутковий будинок С. Н. Мнацаканової знаходився за адресою вул. Пушкінська (Кузнецька), 81. До 1911 р. будівля оцінювалася в 3 700 рублів, а в 1915 р. його оцінка склала 25 100 рублів. Будівлею володіла С. Н. Мнацаканова. Рід Мнацаканових був відомий у ділових колах старого Ростова. Деякі представники роду займалися торговельною діяльністю: А. М. і П. М. Мнацаканови торгували бакалійними товарами і вином; дім спадкоємців К. Мнацаканова вів торгівлю бакалійними товарами і косами.
Після 1917 року цей будинок, як і багато інших, був націоналізований, і в ньому розмістилися комунальні квартири. За час експлуатації будівлі внутрішні приміщення часто реконструювали: замінені заповнення віконних і дверних прорізів, ворота внутрішнього дворового проїзду, огородження балконів, влаштовані додаткові входи в приміщення першого поверху в східній і західній частинах південного фасаду будівлі.
В період кінця 1990-х — початку 2000-х років Ростовським підприємцем Олександром Геннадійовичем Куріновим було придбано будинок. Десятки мешканців квартир були переселені в індивідуальне житло. У період з 1998 по 2002 рр. був виконаний комплекс ремонтно-реставраційних робіт, що допоміг зберегти історичний вигляд однієї з центральних вулиць Ростова-на-Дону. По збережених деталях і фотографіях було відновлено вигляд аттика, парапетів, балконів, ретельно підібране забарвлення фасаду. Особлива гордість будівлі — ковані огорожі балконів і в'їзні ворота, виконані членами Союзу дизайнерів Росії Василем Салієнко і Союзу художників Росії Ігорем Савицьким. У верхній частині воріт зображені ініціали О. Г. Курінова. Унікальну ручку на вхідні двері виконали в ливарній майстерні «Класик». У процесі реставрації для облицювання цоколя і простінків першого поверху використано мармур та граніт, привезені з Італії. Було чітко продумано підсвічування будинку в нічний час. Таким чином було виконано складне завдання по поверненню колишнього вигляду будівлі та збереженню житлового призначення та прибуткового будинку.

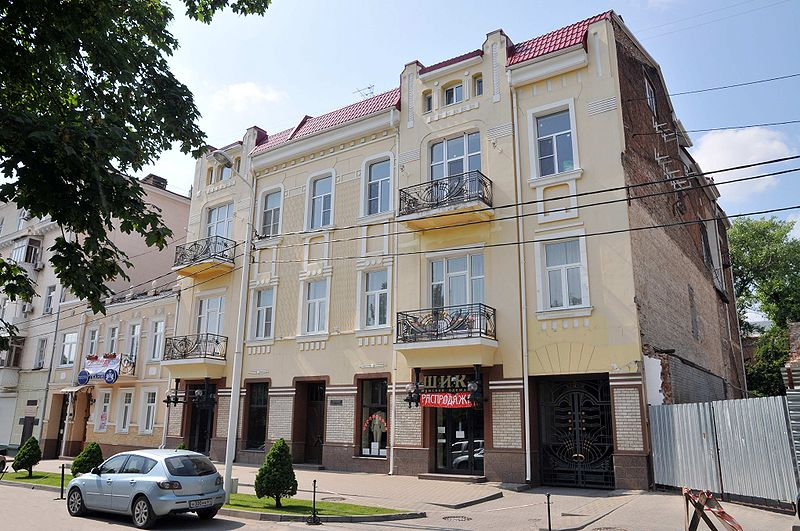

## Архітектура

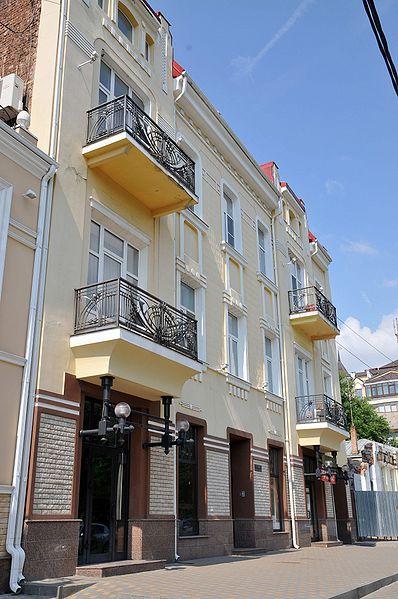

Триповерхова будівля розташована по червоній лінії забудови вулиці Пушкінська. Це цегляна, поштукатурена будівля  П-подібної форми, з підвалом і забарвлена фасадними фарбами. Об'ємно-планувальна структура характерна для класичного прибуткового будинку з розміщенням багатокімнатних квартир, що здаються в найм на верхніх поверхах, і підприємств чи торгівлі — на першому поверсі. Ядром композиції є внутрішні парадні сходи з вестибюлем, розташовані в центральній частині будівлі. Композиційне рішення головного південного фасаду визначено розташуванням  крайньої західної і східної розкріповок на рівні другого і третього поверхів з акцентом на балкони. Вбудовані віконні прорізи на рівні мансардного поверху завершують кріповки. Архітектурно-художній образ головного південного фасаду доповнюють ковані сталеві огорожі балконів геометричного і миереживного орнаментів і двопільні сталеві ковані ворота з аналогічним орнаментом.